# Борац
Борац (на босненски: Borač) е средновековна крепост в Босна, собственост на рода Павловичи. Била разположена на върха на скалист склон над каньона на река Прача недалеч от днешния град Рогатица. Тъй като е била седалище на знатния род, тя е изобразена на семейните им герб и печат.

Другата известна крепост на рода е Павловац, понякога наричана Нови Борац, строена няколко десетилетия след Борац и отстояща само на няколко километра от нея. Повечето изследователи са на мнение, че са издигнати към края на XIV в.